# Finkenbach (Lutter)
Der Finkenbach ist ein 4,7 km langer, orografisch linker Nebenfluss der Lutter im nordrhein-westfälischen Bielefeld.

## Geographie
Der Bach entspringt westlich der Straße Am Stadtholz am Bahndamm auf einer Höhe von 99 m ü. NN. Zuerst nach Nordwesten abfließend verschwindet der Bach nach rund 300 Metern in einem Kanal. Östlich der Straße Am Stadtholz und nördlich der Straße Hakenort kommt er dann wieder an die Oberfläche und fließt in nordöstliche Richtung.

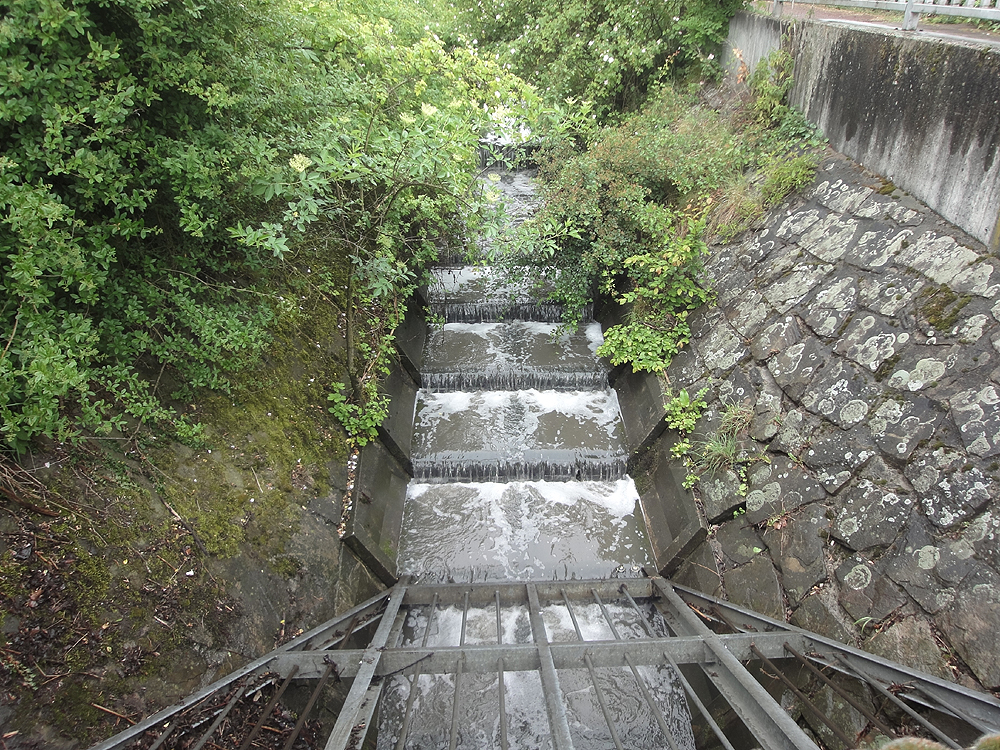
Beginn des verrohrten Abschnitts an der Finkenstraße

Nach rund 700 Metern offener Flussstrecke nimmt ein weiterer Kanal den Bach wieder auf. Am östlichen Ende der Althoffstraße kommt der Bach wieder an die Oberfläche. Weiter in nordöstliche Richtungen fließend durchquert der Finkenbach die Kammerratheide. Hier wendet sich sein Lauf in östliche Richtungen.
Nach den vorliegenden Quellen ist der Unterlauf nicht ganz eindeutig. Nach der Gewässerstationierungskarte NRW fließt der Finkenbach bis zur Vogteistraße und wird dann westlich von dieser nach Süden bis zur Lutter geführt. Dieser Punkt hat eine Höhenlage von 82 m ü. NN. Nach der Deutschen Grundkarte 1:5000 und der Digitalen Topografischen Karte 1:10.000 fließt der Finkenbach jedoch weiter in östliche Richtungen und mündet westlich der Eckendorfer Straße auch 79 m ü. NN in die Lutter.
Bei einem Höhenunterschied von 17 Metern ergibt sich ein mittleres Sohlgefälle von 3,6 ‰. Das 4,502 km² große Einzugsgebiet wird über Lutter, Westfälische Aa, Werre, Weser zur Nordsee hin entwässert.

## Gewässergüte
Die Gewässergüte des Finkenbaches befindet sich laut dem Gewässergütebericht aus dem Jahr 2008 im Oberlauf in einem stark verschmutzten Zustand (Güteklasse III), verbessert sich im weiteren Verlauf jedoch bis zur Güteklasse II, was einem mäßig belasteten Zustand entspricht.